# Kuks (hospitál)
Hospitál Kuks je bývalý zaopatřovací ústav pro vojenské veterány v Kuksu v okrese Trutnov, provozovaný v letech 1744–1938 řádem milosrdných bratří. Vznikl z podnětu hraběte Františka Antonína Šporka naproti jeho letní rezidenci s lázněmi a byl určen pro vysloužilce především z panství Choustníkovo Hradiště. Jednalo se o nejvelkorysejší institut svého druhu v pozdně barokních Čechách. Mimořádného významu dodala celému komplexu sochařská výzdoba z dílny Matyáše Bernarda Brauna. V současné době je špitál ve vlastnictví státu (jeho správu vykonává Národní památkový ústav) a je zpřístupněný veřejnosti. Expozice představují zakladatele Kuksu, zdejší barokní umění a historii lékárenství. Od roku 1995 je areál chráněn jako národní kulturní památka České republiky.
Hospitál s kostelem Nejsvětější Trojice vznikal postupně v letech 1707–1748, v prvotní fázi podle projektu italského architekta Giovanniho Battisty Alliprandiho. Na terase před kostelem jsou umístěny kopie soch Ctností a Neřestí od Matyáše Bernarda Brauna (originály jsou přístupné v místním lapidáriu). Při rozsáhlé obnově památky v letech 2013 až 2015 byly v hlavní chodbě odkryty a restaurovány nástěnné malby s motivem monumentálního cyklu Tanec smrti.
Hospitál Kuks je oficiálním sídlem Šporkova loveckého Řádu svatého Huberta, který zde každoročně pořádá největší mysliveckou slavnost v ČR – Svatohubertské slavnosti.

## Historie

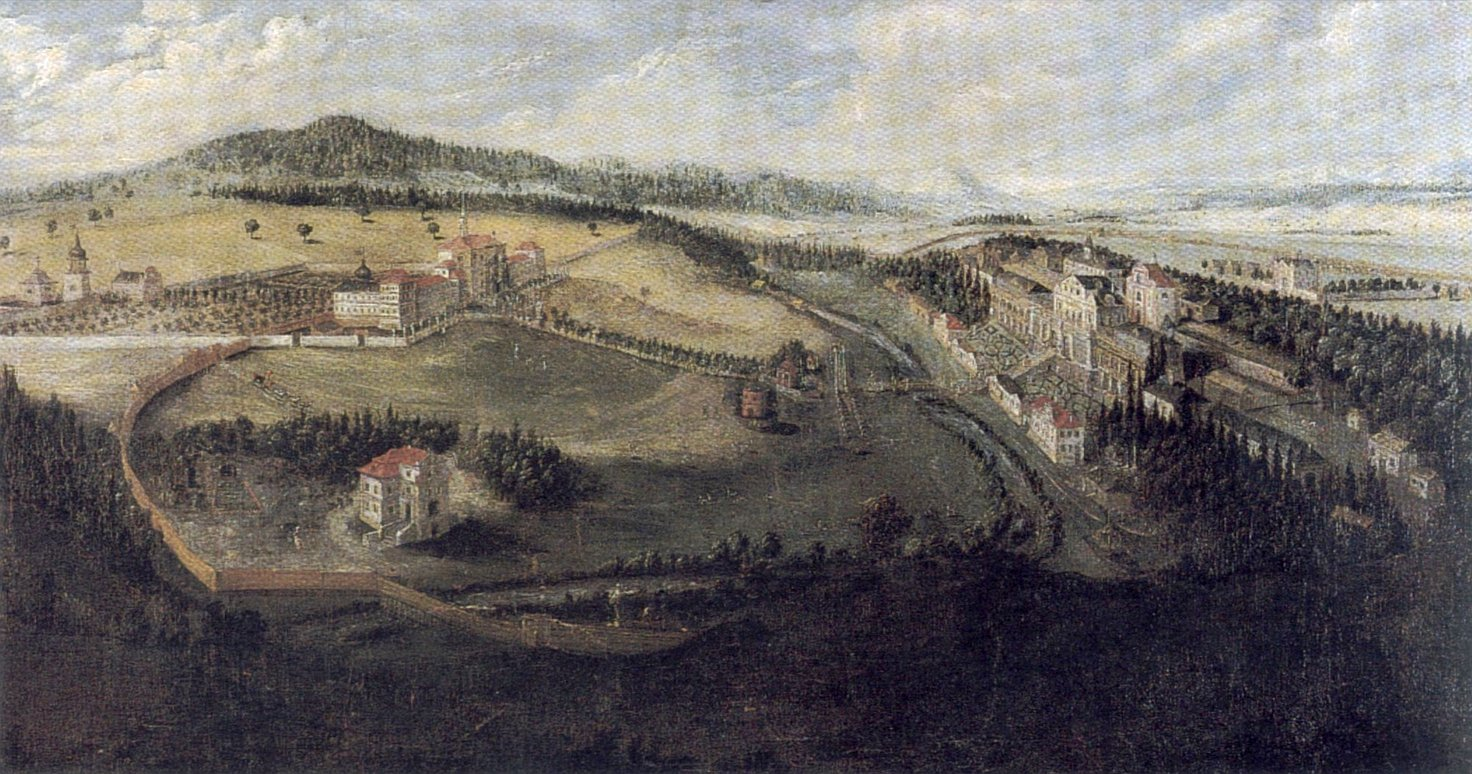
Olejomalba z doby kolem roku 1730 zachycuje původní kompozici. Hospitál vlevo, zámek s lázněmi vpravo.

Před založením hospitálu nejprve vznikly lázně, zámek a hostinská zařízení na protějším břehu Labe, kde vyvěral pramen, jemuž byly přisuzovány léčivé účinky. Na Šporkovo přání je již roku 1694 potvrdili profesoři lékařské fakulty pražské univerzity. Expertizu vtělil roku 1696 do svého díla Uralter Kuckus – Brunn, anjetzto erneuerte uralter Quelle, dessen Ursprung etc. beschrieben Karl Valentin Kirchmayer.
Od roku 1707 byl budován kostel, na který záhy navázala průčelní křídla, rozšířená později (1715) okolo nádvoří, které roku 1748 uzavřela jižní křídla s nemocnicí a stájemi. Současně byla zakládána zahrada, za kterou dodnes stojí hřbitov. Stavební práce podle projektu G. B. Alliprandiho prováděli italský stavitel Pietro Antonio Netolla a kameník Giovanni Pietro della Torre. Pozdější přístavby jsou díly neznámých stavitelů. Rokoková úprava západního průčelního rizalitu z 2. poloviny 18. století je dílem trutnovského stavitele Leopolda Niederöckera.

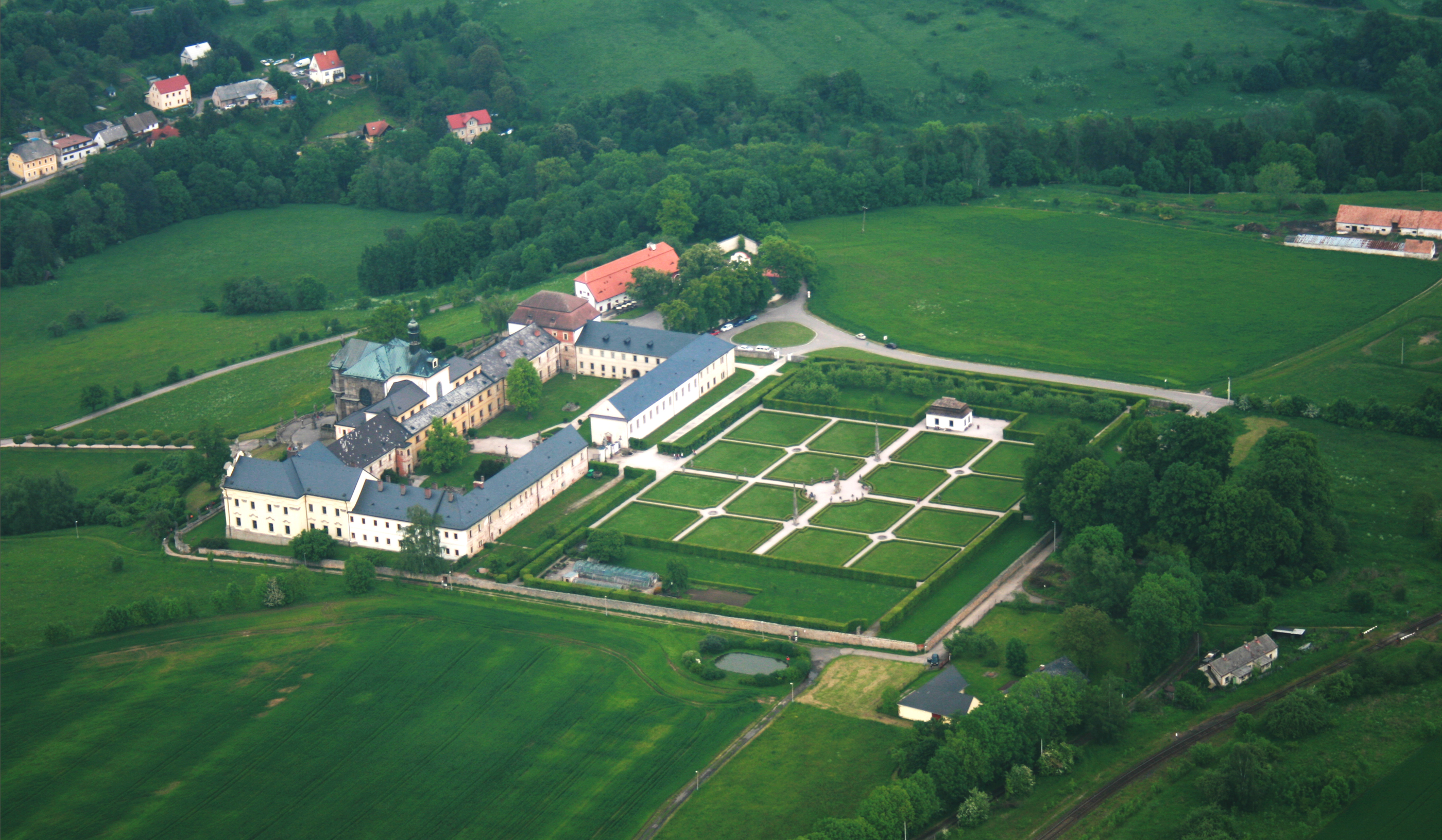
Rozvržení areálu hospitálu

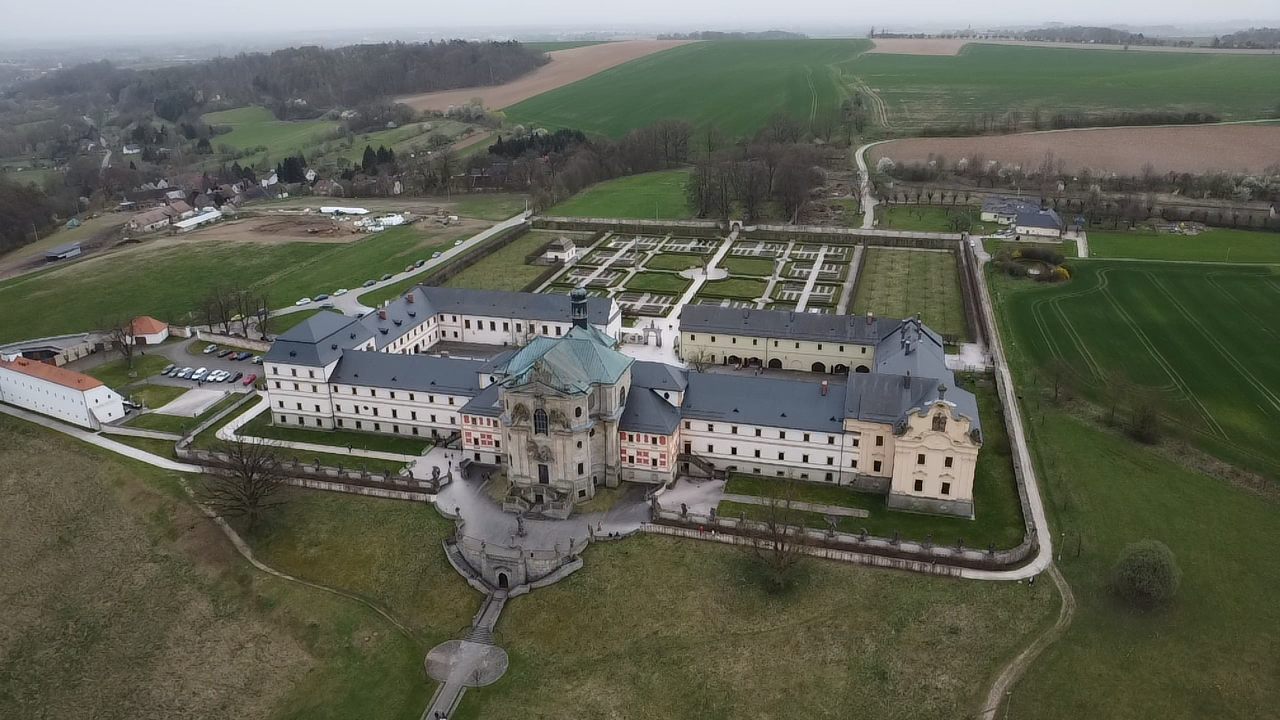
Pohled na hospitál Kuks ze severu

V letech 1712–1731 vznikla bohatá sochařská výzdoba z dílny M. B. Brauna, k níž se kromě zmíněných 24 alegorií Ctností a Neřestí řadí, osmi Blahoslavenství, Náboženství a dvojice Andělů smrti řadí sochy Křesťanských rytířů (nyní v zahradě a na nádvoří) či dřevěný krucifix v rodové hrobce.
Až po Šporkově smrti (1738) přicházejí roku 1743 na základě jeho odkazu do Kuksu milosrdní bratři, pověření péčí o válečné vysloužilce. Zprovoznili zde nemocnici a lékárnu U Granátového jablka, která sloužila i obyvatelstvu okolních vsí.

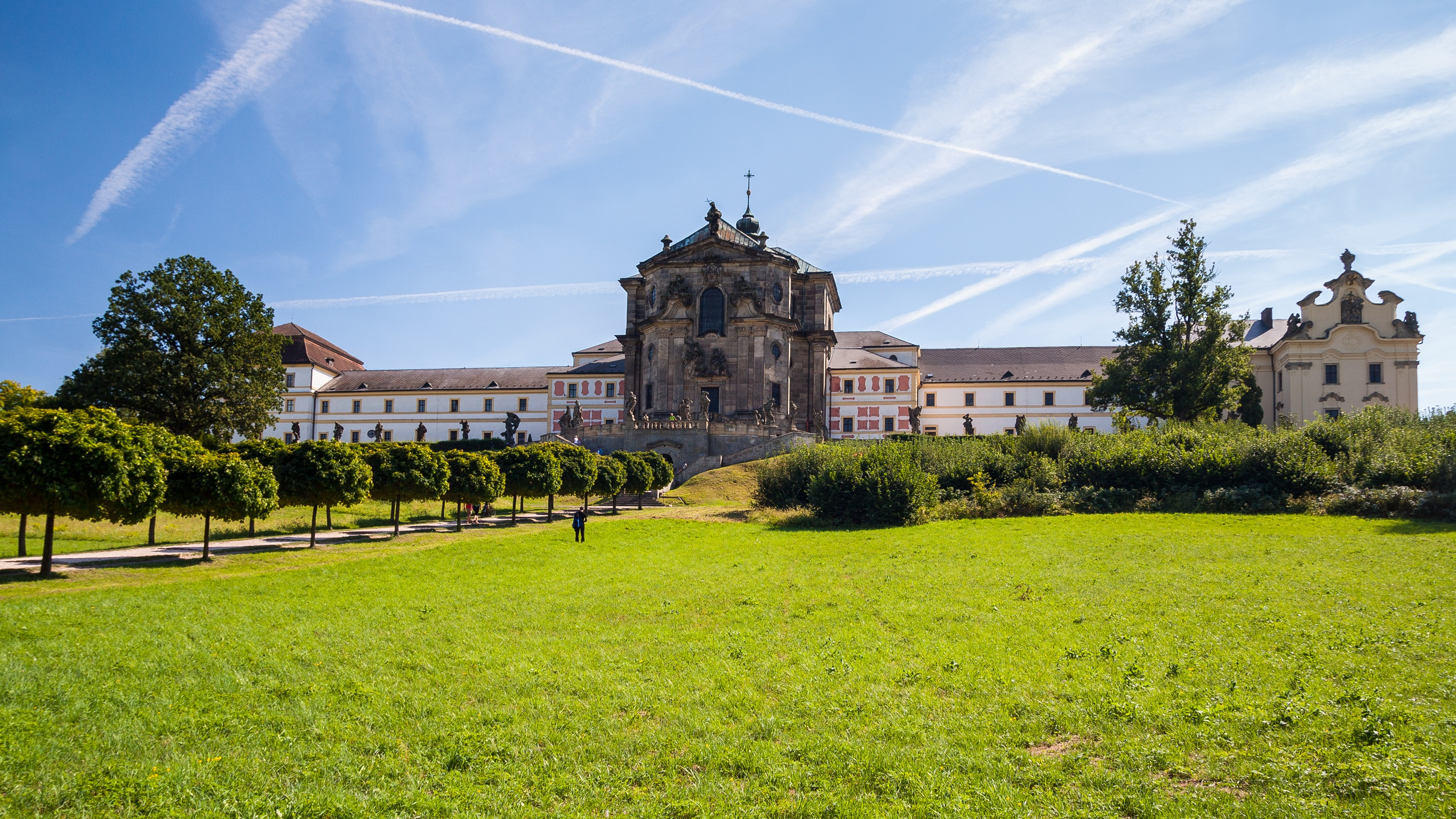
Hospital Kuks

V roce 1938 byl řád milosrdných bratří z Kuksu vyhnán německými okupanty a činnost hospitálu byla ukončena. Lékárna zde fungovala až do roku 1945. Po druhé světové válce přechází hospitál do správy státu, v jedné části byla do roku 1969 léčebna dlouhodobě nemocných, ve druhé do roku 1998 pobočka krajského archivu. Od 50. let 20. století let začínají záchranné práce na chátrajícím objektu: např. originály pískovcových soch Ctností, Neřestí a Andělů smrti byly v 80. a 90. letech přesunuty do lapidária, zřízeného z bývalého nemocničního sálu. Na terase je nahradily repliky.
V letech 2010–2015 prošel hospitál generální obnovou za téměř půl miliardy korun. Projekt zvaný Kuks – Granátové jablko financovaly z velké části fondy Evropské unie. Vedle dosavadních expozic zde vzniklo vzdělávací centrum s učebnami, přednáškovým sálem a divadlem, obnovena byla bylinná zahrada a návštěvnické zázemí. Kvalitu opravy a rekonstrukce ocenila Europa Nostra udělením Grand Prix.

## Popis
| Rok  | Počet návštěvníků |
| ---- | ----------------- |
| 2015 | 141 950           |
| 2016 | 105 913           |
| 2017 | 110 810           |
| 2018 | 96 200            |

Hospitál se zvedá na hraně návrší nad pravým břehem Labe. Je koncipován kolmo k severojižní ose, směřující k někdejšímu zámku s lázněmi, který zaujal dominantní polohu nad protilehlým břehem řeky. Mírně stoupající svah mezi řekou a hospitálem poskytl prostor dnes zaniklému umělecky hodnotnému a symbolicky pojatému areálu, jehož hlavní část představovalo závodiště zdobené sochami braunovských trpaslíků.
Před severním průčelím hospitálu probíhá terasa zčásti na kvádrové podezdívce. Na ohradní zdi před průčelím hospitálu jsou rozestavěny za Andělem blažené smrti alegorie Ctností (Víra, Naděje, Láska, Trpělivost, Moudrost, Statečnost, Cudnost, Píle, Štědrost, Upřímnost, Spravedlnost), za Andělem žalostné smrti pak Neřestí (Pýcha, Lakomství, Smilstvo, Závist, Obžerství, Hněv, Lenost, Zoufalství, Lehkomyslnost, Pomluva, Lstivost). Na předstupující střední části terasy před kostelem našla místo socha Náboženství, zeď s balustrádou osm alegorických soch Blahoslavenství.
Dominantou stavby je kostel Nejsvětější Trojice, komponovaný na půdorysu protáhlého osmiúhelníku.
Základem dispozice hospitálu jsou dvě symetricky založená křídla vybíhající v jedné přímce západním a východním směrem od kostela. Další křídla pak na jih od této dominující části uzavírají rozsáhlé nádvoří.
Dále na jih na nádvoří navazuje rozsáhlá bylinková zahrada a za ní pak hřbitov se základy kaple.
Interiéry hospitálu poskytují prostor několika památkovým a muzejním expozicím. Významnou součástí prohlídek jsou malby Tance smrti na stěnách hlavní chodby, odkryté a restaurované v průběhu revitalizace hospitálu v letech 2014 a 2015.

## Expozice

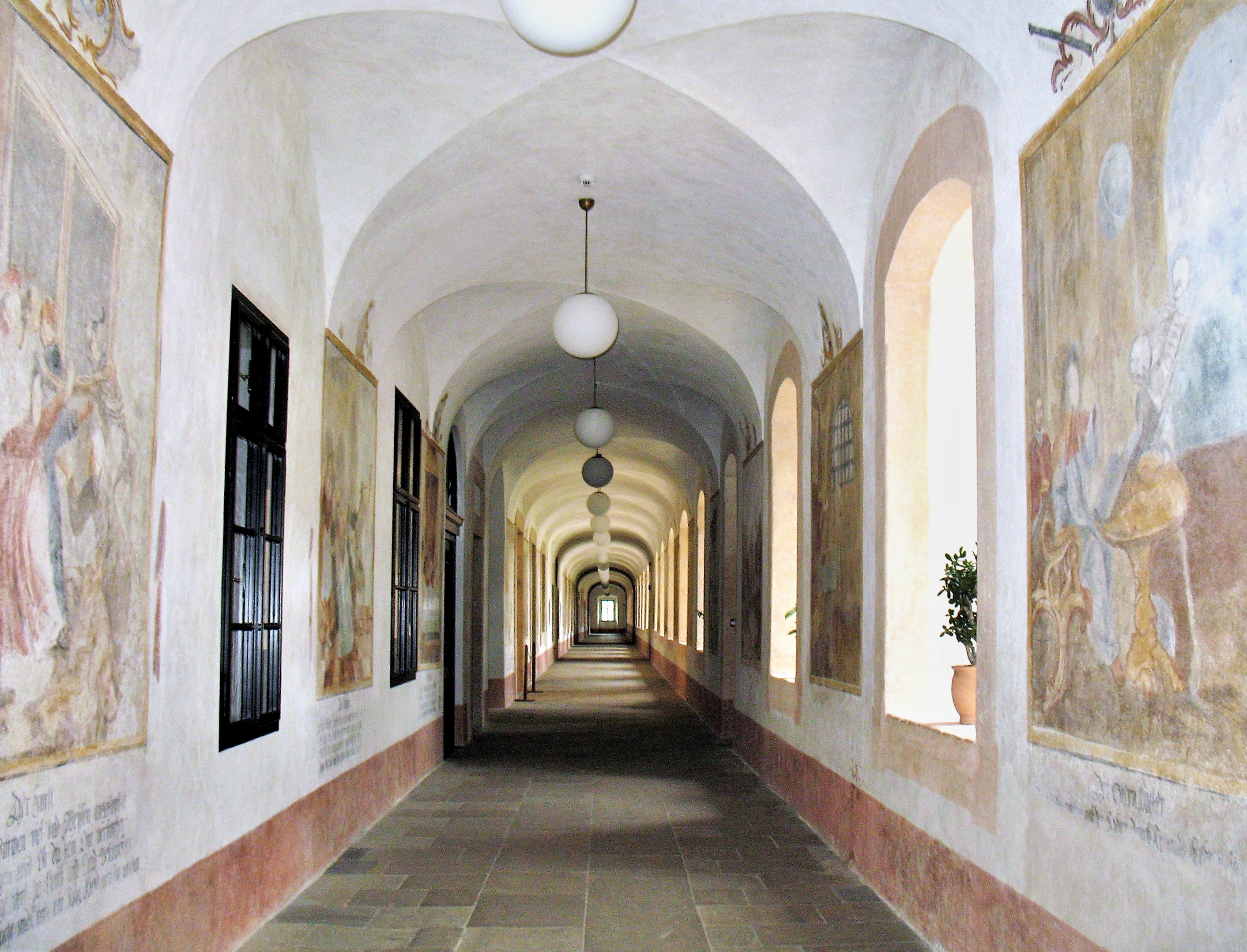
Chodba s restaurovanými nástěnnými malbami Tance smrti

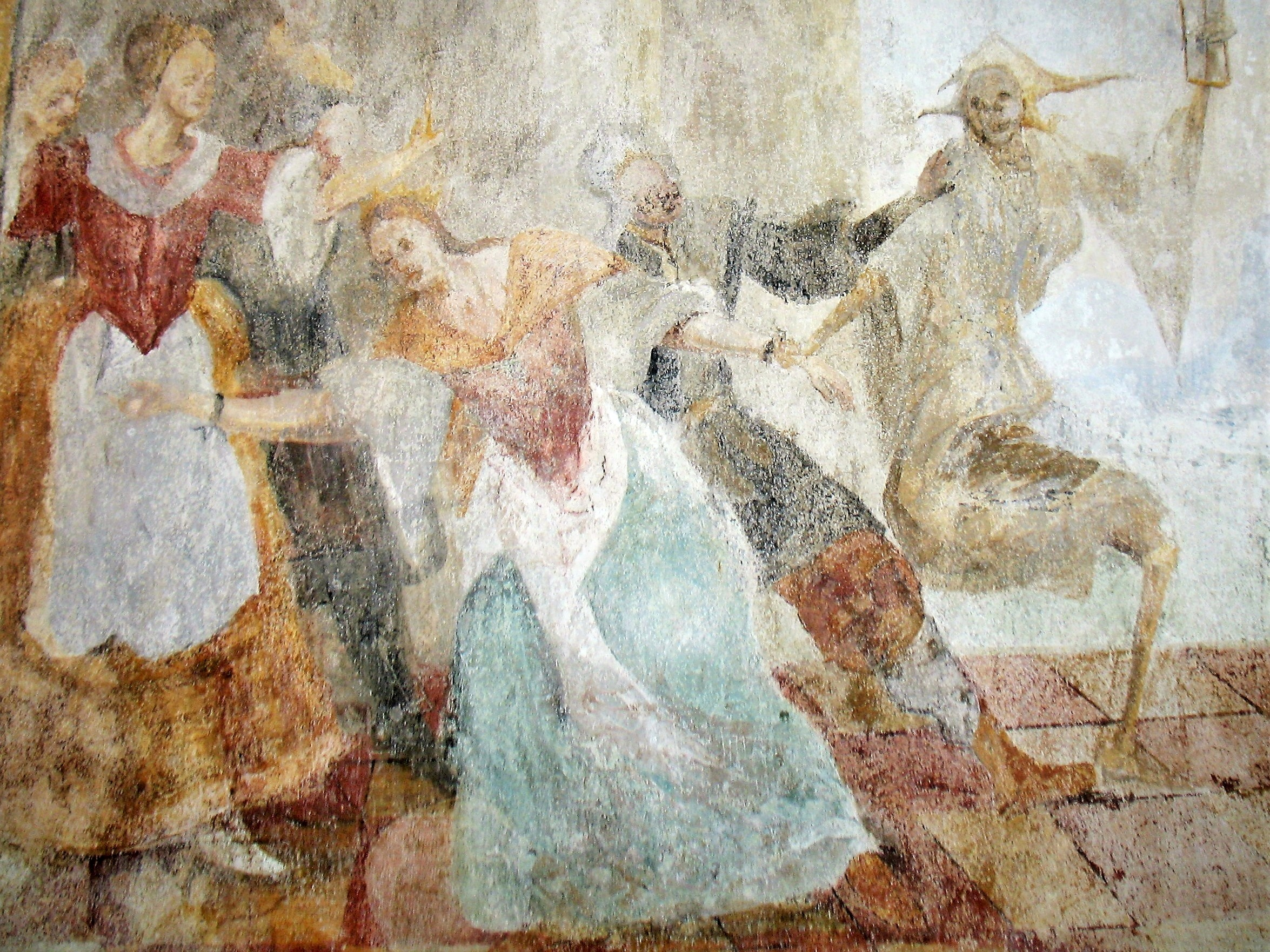
Jedna z nástěnných maleb cyklu Tanec smrti – Smrt královny

Expozice je věnována historii a stavebnímu vývoji hospitálu, osobnosti hraběte Františka Antonína Šporka, genealogii jeho rodu a původnímu účelu celého komplexu – hospitální činnosti milosrdných bratří. 
V expozici je umístěn model kukského údolí, dokumentující historii a topografii tohoto unikátního barokního areálu včetně neexistujících staveb, jako byl Dům filozofů, zámek s lázněmi či  závodiště na pravém břehu Labe.
V lapidáriu jsou umístěny originály alegorií Ctností a Neřestí a Andělů smrti od Matyáše Bernarda Brauna a jeho dílny, sochy trpaslíků a dosud nezrestaurované fragmenty. Hlavní hospitální chodba nabízí nově restaurovaný cyklus nástěnných maleb Tanec smrti, vytvořených podle předlohy Hanse Holbeina ml.. Součástí hlavního prohlídkového okruhu je kostel Nejsvětější Trojice, s hlavním oltářem stejnojmenného zasvěcení a postranními oltáři, zasvěcenými Zvěstování Panně Marii a svatého Jana z Boha.

### Šporkovská hrobka
Klenutému prostoru krypty kostela Nejsvětější Trojice vévodí dřevěný krucifix od M. B. Brauna, umístěný nad oltářem s plastikami dvou truchlících andílků. 

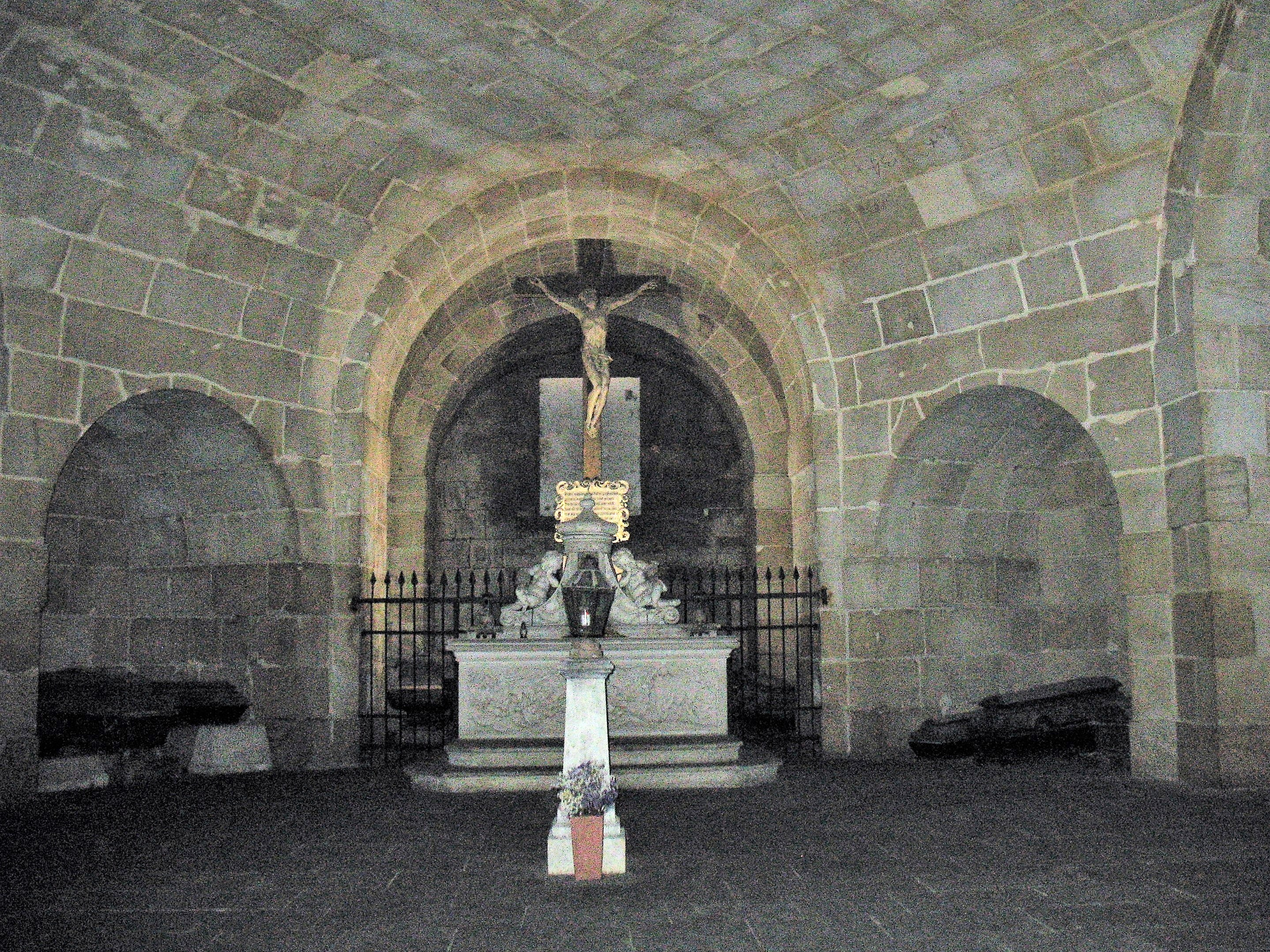
Krypta pod kostelem Nejsvětější Trojice

V téměř dvou desítkách rakví jsou pochováni členové rodu Šporků a Swéerts-Sporcků. Pouze mladší dcera F. A. Šporka Anna Kateřina je spolu se svým manželem Františkem Karlem Rudolfem Swéerts-Sporckem pohřbena v kryptě kostela Nanebevzetí Panny Marie  v Konojedech na Litoměřicku.

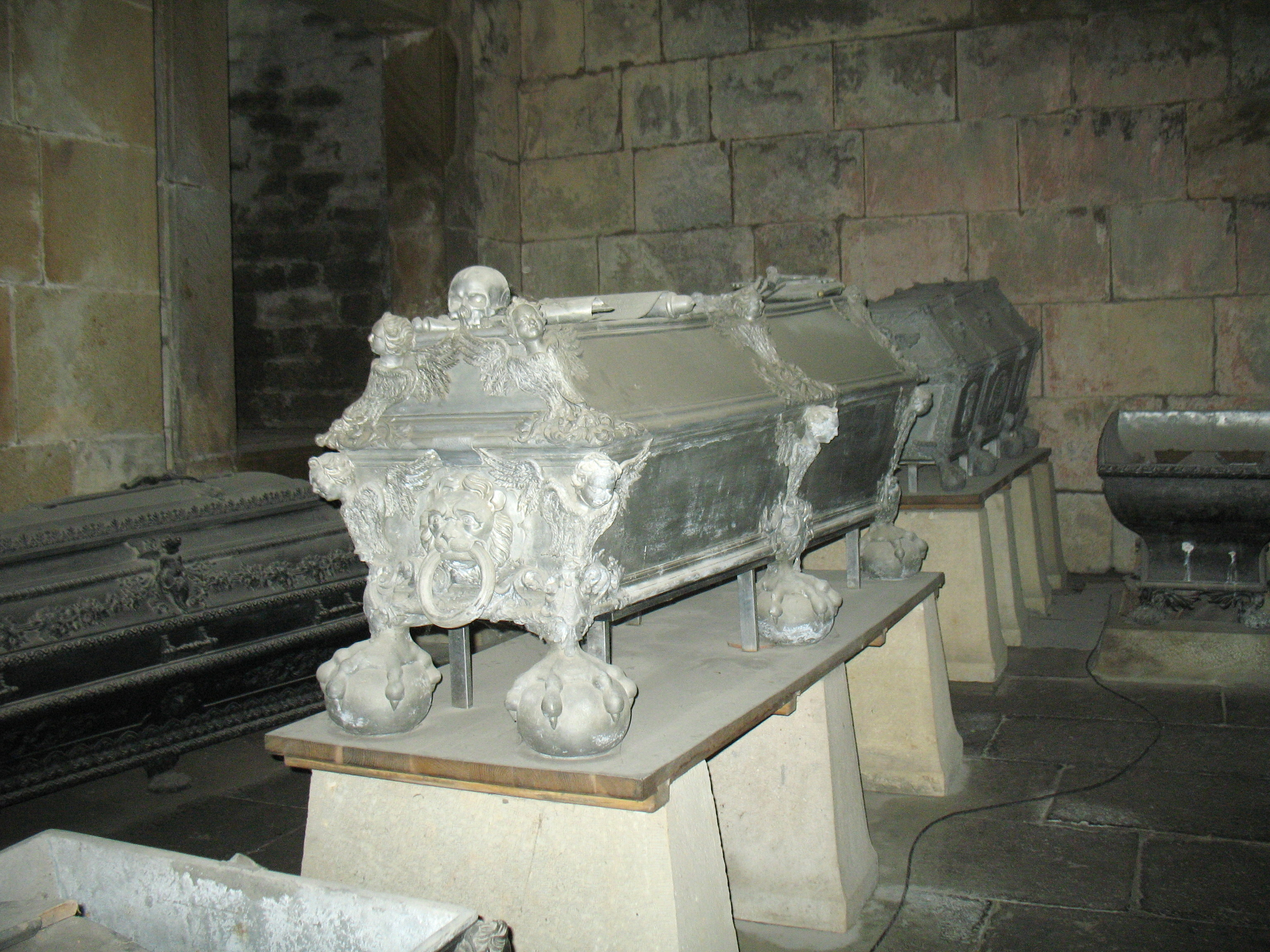
Rakve s ostatky F. A. Šporka (v popředí) a jeho otce Jana Šporka

V centrální části krypty za oltářem jsou umístěny rakve zakladatele rodu generála Jana Šporka (asi 1595–1679) a jeho staršího syna hraběte Františka Antonína Šporka, který je zde pochován se svou manželkou Františkou Apolonií ze Swéerts-Reistu.
Řada jejich potomků začíná starší dcerou zakladatele, Eleonorou Františkou, představenou kláštera celestinek v nedalekém Choustníkově Hradišti, a končí rodinou předposledního mužského potomka zakladatele, Gustava Swéerts-Šporka. Ten se v roce 1893 oženil s Ilonou Scherenbergovou-Dahnertovou, operní zpěvačkou, jež působila v Altenburgu, v Lipsku a kolem roku 1888 v Brně. V letech 1931–1933 se přátelil s jejich dcerou, tehdy již rozvedenou Kateřinou Swéerts-Šporkovou (*1895), básník Jakub Deml. Tento vztah jej inspiroval k napsání románu Zapomenuté světlo. Kateřina v květnu 1938 vstoupila do Sudetoněmecké strany, 30. dubna 1945 spáchala sebevraždu skokem pod vlak. Do hrobky byla uložena se svou matkou teprve v roce 1993.

### Historie lékáren

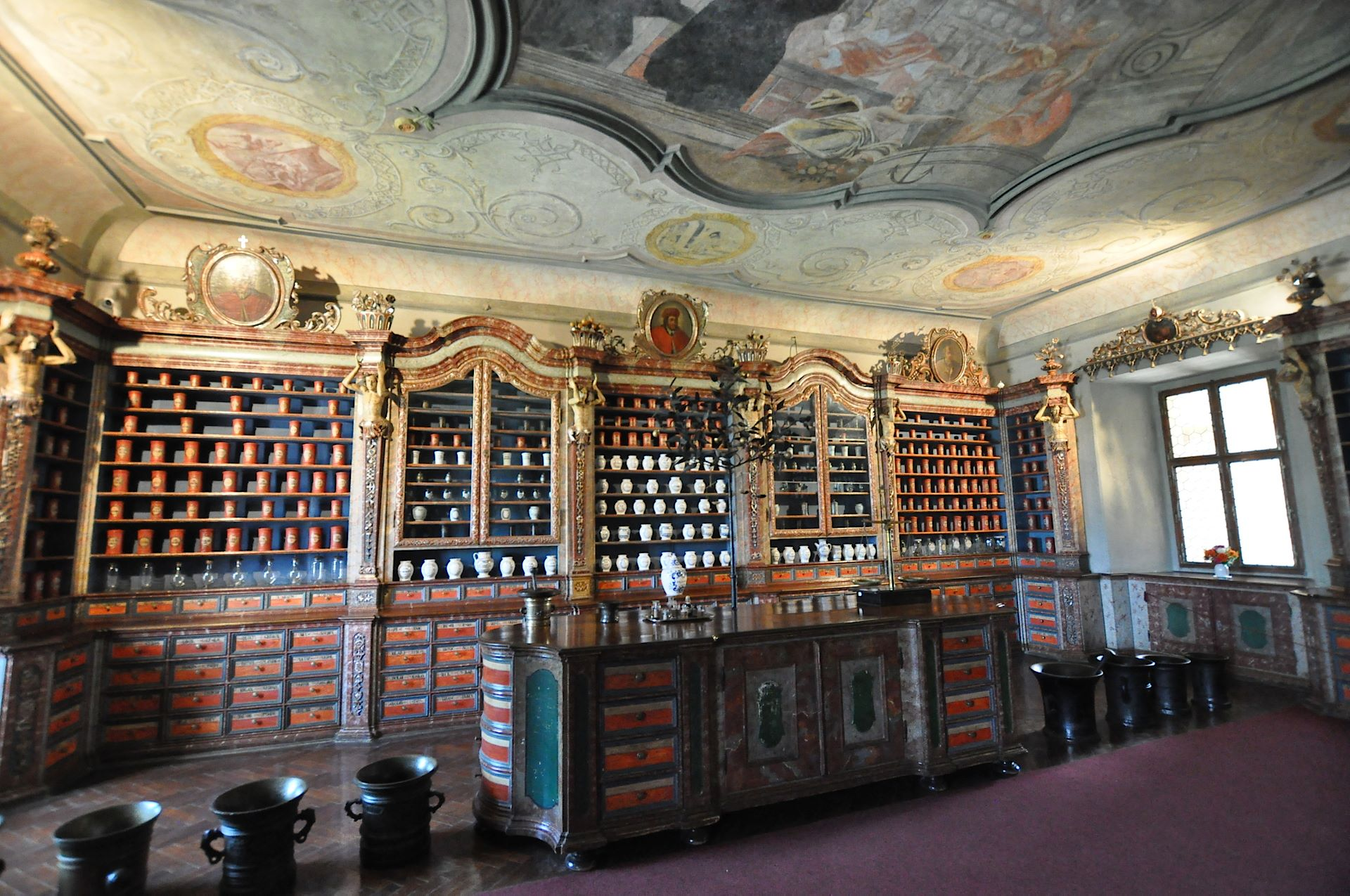
Barokní lékárna z roku 1711

Expozice Českého farmaceutického muzea zvaná Kouzlo apatyky představuje ve čtyřech sálech vývoj lékáren od baroka do 20. století a další oblasti farmacie jako výzkum, školství nebo vojenskou farmacii. První sál je věnován historii Řádu milosrdných bratří. Jsou zde vystaveny dva barokní portréty sv. Jana z Boha, jeho Vera effigies zpodobuje neporušené tělo mrtvého světce, jak bylo údajně nalezeno po letech od pohřbu. Portréty tří provinciálů řádu zpodobují Františka Fismana, Ferdinanda Schestera a Norberta Boccia. Dále jsou prezentovány staré fotografie pečovatelů kukského hospitálu s jejich klienty. 
V druhém sále jsou instalována zařízení dvou původních barokních lékáren: lékárny milosrdných bratří U Granátového jablka a Dittrichovy lékárny, která sem byla přenesená po restituci nemovitosti z Nerudovy ulice v Praze na Malé Straně (instalace je ze sbírek Národního muzea v Praze). Pokračuje vybavení z 19. století a socialistické lékárny po roce 1960.

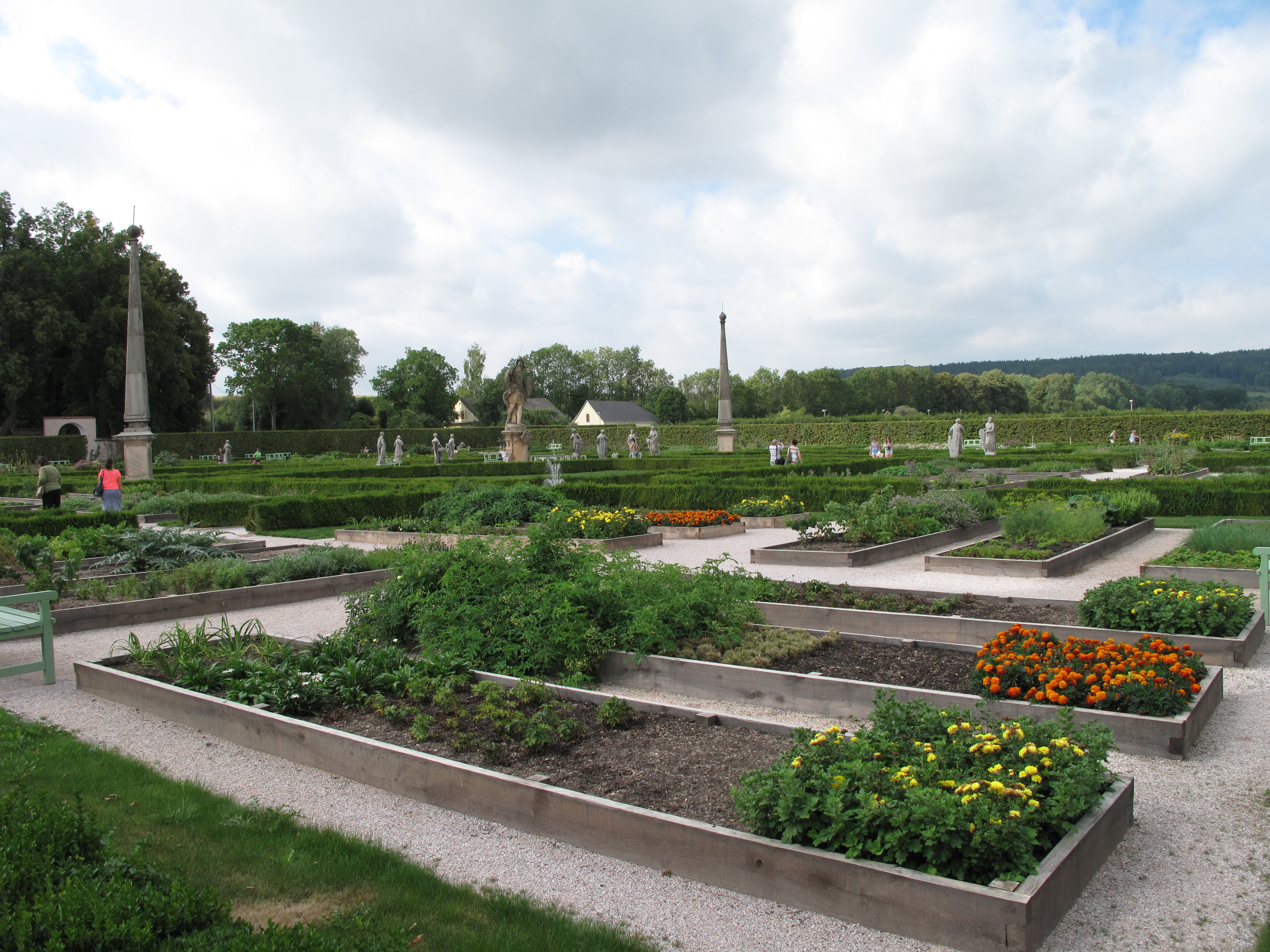
Bylinková zahrada

Vystaveny jsou soubory léčiv rostlinných, minerálních a chemických i živočišných, jako jsou švábi, stonožky, račí oči, prášek z mumie a jiné. Svou výtvarnou krásou se uplatňují hmoždíře, reliéfy, obrazy a lékárenské nádoby. Návštěvník si může vyzkoušet roli lékárníka a rozmělňovat léčiva v třence, vyrábět tablety či vylisovat čípky, anebo ve výdejním boxu číst recepty, vydávat léky a podávat rady o jejich užívání.
Nově vytvořená instalace Českého farmaceutického muzea zvaná Z apatyky do fabriky v přízemí konventu ukazuje výrobu léčivých přípravků od lékárny až po průmyslovou výrobu v továrnách. Množství nástrojů, obalů, receptur či reklamních lístků a kromě ručních tabletovaček, vah, pilulkovnic, plniček tub nebo lisů na čípky je doplněno též o opravené a restaurované destilační přístroje, plničku ampulí, míchačku pro hromadnou výrobu mastí, dražovací buben, perkolátor, míchadla a spoustu dalších strojů, zařízení a mašinek.

### Lékárna U Granátového jablka
Byla uvedena do provozu na sklonku roku 1743 s příchodem prvního lékárníka milosrdných bratří Theodosia Hüdera. Pojmenována byla podle znaku řádu milosrdných bratří granátového jablka, symbolu znovuzrození. Dodnes se zachoval původní barokní ráz místnosti i jejího vybavení, pouze s náznaky přicházejícího rokoka. Lékárenská oficína je druhou nejstarší dochovanou barokní lékárnou ve střední Evropě (nejstarší je v Klatovech a nese jméno U Bílého jednorožce). Místnost je obklopena tzv. repositorii, do kterých se ukládaly stojatky. V nich se skladovaly léky i suroviny na jejich výrobu. Původní barokní je i lékárenský stůl zvaný tára. Kromě historických stojatek je zde k vidění i sbírka zvonovinových a litinových hmoždířů různých velikostí. Strop zdobí originální malba znázorňující Ježíše Krista jakožto lékárníka v pomyslné nebeské oficíně. Prostor nad vchodem zdobí hlava bájného jednorožce, roh je ovšem zubem mořského kytovce narvala. V minulosti se věřilo, že prášek z tohoto „rohu“ pomáhá proti hadímu uštknutí a mužské impotenci.

### Knihovna

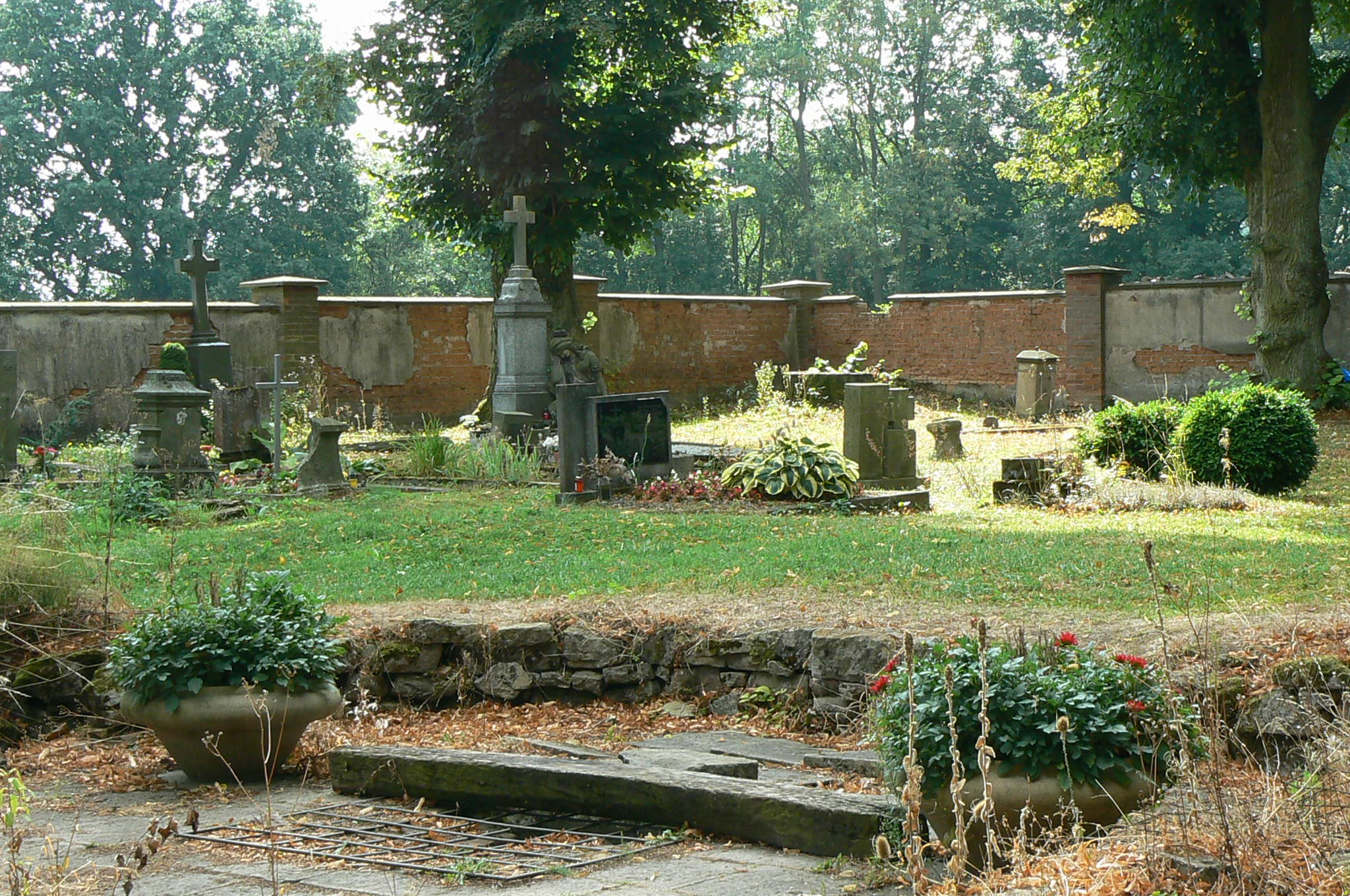
Starý hřbitov vedle hospitalu

Dnes jsou v budově hospitálu spojena torza tří knihoven: zakladatele Františka Antonína Šporka ze zbořeného zámku, v níž bývala rovněž heretická díla jansenismu, zabavená jezuitskou inspekcí, pozoruhodné knihovny Swéerts-Šporků a klášterní knihovny milosrdných bratří.
Gustav Swéerts-Špork se v roce 1893 oženil s Ilonou Scherenbergovou-Dahnertovou, operní zpěvačkou činnou v Altenburgu, Lipsku a kolem roku 1888 také v Městském divadle v Brně. Z její rodiny pocházeli básníci Christian Friedrich Scherenberg (1798–1881) a Ernst Scherenberg (1839–1905). Ilona přivezla několik knih o hudbě a poezii, celá pozůstalost manželů Swéerts-Šporkových čítá kolem 120 svazků. Patnáct knižních titulů se váže k básníkovi Jakubu Demlovi, který v letech 1931–1933 navázal vztah s rozvedenou Kateřinou Swéerts-Šporkovou (Katharina Swéerts-Sporck). Z dědictví po Kateřině pocházejí například školní učebnice a několik titulů moderní německé poezie, např. od  Christiana Morgensterna. Kateřina, členka Sudetoněmecké strany,[zdroj?] 30. dubna 1945[zdroj?] spáchala sebevraždu skokem pod vlak u nedaleké železniční zastávky a původně byla pohřbená na místním hřbitově. Rodina po válce ztratila československé občanství i majetek.